# 1970 في إسبانيا
فيما يلي قوائم الأحداث التي وقعت خلال عام 1970 في إسبانيا.

## رياضة
- 13 سبتمبر – بطولة أوروبا للألعاب المائية 1970

## مواليد

### يناير
- 8 يناير – راؤول غونزاليس لاعب كرة يد إسباني.
- 22 يناير – أبراهام أولانو درّاج طريق إسباني.

### فبراير
- 3 فبراير – خوان بورخا متسابق دراجات نارية إسباني.

### مارس
- 4 مارس – أليكس كريفيل متسابق دراجات نارية إسباني.
- 26 مارس – أراثيلي سيجارا

### أبريل
- 19 أبريل – ابيلاردو فرنانديز لاعب كرة قدم إسباني.

### مايو
- 8 مايو – لويس إنريكي لاعب كرة قدم إسباني.
- 24 مايو – أنطونيو مارتين درّاج طريق إسباني.

### يونيو
- 6 يونيو – ألبرت فيرير لاعب كرة قدم إسباني.
- 19 يونيو – ألبرتو أنغولو لاعب كرة سلة إسباني.

### يوليو
- 3 يوليو – ديفيد بلازا درّاج طريق إسباني.
- 5 يوليو – فالينتي ماسانا منافِس أوليمبي إسباني.
- 10 يوليو – باكو أولموس مدرب كرة سلة إسباني.
- 31 يوليو – أليخو مانسيسيدور

### أغسطس
- 8 أغسطس – خوسيه فرانسيسكو مولينا لاعب كرة قدم إسباني.

### سبتمبر
- 2 سبتمبر – إغناسيو رودريغيز لاعب كرة سلة إسباني.
- 4 سبتمبر – كولدو آلفاريز
- 5 سبتمبر – إرنيستو بيريث لوبو لاعب جودو إسباني.
- 18 سبتمبر – أليخاندرو عجاج

### أكتوبر
- 2 أكتوبر – ماريبل بيردو ممثلة إسبانية.

### ديسمبر
- 19 ديسمبر – ألبرت توماس لاعب كرة قدم إسباني.
- 26 ديسمبر – جون أودريوزولا دراج إسباني.
- 31 ديسمبر – فيكتور توريس ميستر

## وفيات

### يونيو
- 7 يونيو – مانويل جوميث مورينو (مواليد 1870)
- 10 يونيو – سانتياغو هيريرو (مواليد 1943) متسابق دراجات نارية إسباني.

### يوليو
- 11 يوليو – أغوستين مونيوث غراندس (مواليد 1896)

### سبتمبر
- 26 سبتمبر – فايكروسا (مواليد 1897)